# 이건 (후한)
이건(李乾, ? ~ 194년) 중국 후한 말의 정치가이다.

## 행적
조조를 섬겼으며, 이전의 숙부였다.
영웅다운 기상이 있어 빈객 수천 명을 모아 승씨현에 주둔시켰으며, 190년 ~ 193년 사이에 조조를 따라 수장에서 남은 황건적의 잔당들을 무찔렀다.
194년, 원술을 공격하는 것에 종군했다가 서주를 공격했다. 하지만 이 때 연주에서 여포가 진궁, 장막과 함께 반란을 일으켜 연주의 대부분을 차지하자 조조는 이건을 파견해 승씨로 돌아가서 각 현을 위로하도록 했다.
마침 이곳에 있던 설란과 이봉은 이건을 불러 모반을 일으켜 조조를 배반하면서 여포에 붙자고 제안하지만 단번에 거부해 살해당했으며, 그의 군대는 아들 이정(李整)이 이끌어 설란과 이봉을 무찌른다.